# FIVB World Tour 2019/20 der Männer
Die FIVB World Tour 2019/20 der Männer bestand aus zwölf Beachvolleyball-Turnieren. Diese waren in Kategorien eingeteilt, die durch Sterne bezeichnet wurden. Zwei Turniere gehörten in die Kategorie mit vier Sternen, ein Turnier hatte drei Sterne, eins zwei Sterne und zehn Turniere waren mit einem Stern am geringsten bewertet. Wegen der Coronavirus-Epidemie wurden fast alle Turniere nach dem 15. März 2020 abgesagt. Es gab keinen Saisonabschluss und keine Auszeichnungen der Spieler.

## Turniere

### Übersicht
Die folgende Tabelle zeigt alle Turniere der FIVB World Tour 2019/20.
| Austragungsort    | Land                | Kategorie | Datum                            |
| ----------------- | ------------------- | --------- | -------------------------------- |
| Bandar-e Torkaman | Iran                | 1 Stern   | 1. bis 4. Oktober 2019           |
| Qinzhou           | Volksrepublik China | 3 Sterne  | 30. Oktober bis 3. November 2019 |
| Tel Aviv          | Israel              | 1 Stern   | 6. bis 9. November 2019          |
| Doha              | Katar               | 1 Stern   | 12. bis 15. November 2019        |
| Chetumal          | Mexiko              | 4 Sterne  | 13. bis 17. November 2019        |
| Qeschm            | Iran                | 1 Stern   | 7. bis 10. Januar 2020           |
| Cookinseln        | Cookinseln          | 1 Stern   | 14. bis 17. Januar 2020          |
| Phnom Penh        | Kambodscha          | 2 Sterne  | 20. bis 23. Februar 2020         |
| Doha              | Katar               | 4 Sterne  | 9. bis 13. März 2020             |
| Langkawi          | Malaysia            | 1 Stern   | 12. bis 15. März 2020            |
| Ljubljana         | Slowenien           | 1 Stern   | 30. Juli bis 2. August 2020      |
| Baden             | Österreich          | 1 Stern   | 20. bis 23. August 2020          |
| Montpellier       | Frankreich          | 1 Stern   | 25. bis 29. August 2020          |
| Vilnius           | Litauen             | 1 Stern   | 11. bis 13. September 2020       |

### Qinzhou
3 Sterne, 30. Oktober bis 3. November 2019
| Platz | Team                                  |
| ----- | ------------------------------------- |
| 1     | Adrian Heidrich / Mirco Gerson        |
| 2     | Martin Ermacora / Moritz Pristauz     |
| 3     | Waleryj Samodai / Igor Welitschko     |
| 4     | Ruslan Bykanow / Alexander Licholetow |
| 5     | Martin Hansen / Kristoffer Abell      |
| 5     | Quincy Ayé / Arnaud Gauthier-Rat      |
| 5     | Serhij Popow / Jaroslaw Hordeew       |
| 5     | Miles Evans / Ryan Doherty            |

### Chetumal
4 Sterne, 13. bis 17. November 2019
| Platz | Team                                |
| ----- | ----------------------------------- |
| 1     | Taylor Crabb / Jacob Gibb           |
| 2     | Alexander Brouwer / Robert Meeuwsen |
| 3     | Trevor Crabb / Tri Bourne           |
| 4     | Alexander Walkenhorst / Sven Winter |
| 5     | Martin Ermacora / Moritz Pristauz   |
| 5     | Robin Seidl / Philipp Waller        |
| 5     | Esteban Grimalt / Marco Grimalt     |
| 5     | Ondřej Perušič / David Schweiner    |

### Doha
4 Sterne, 9. bis 13. März 2020
| Platz | Team                                         |
| ----- | -------------------------------------------- |
| 1     | Grzegorz Fijałek / Michał Bryl               |
| 2     | Josué Gaxiola / José Rubio                   |
| 3     | Paolo Nicolai / Daniele Lupo                 |
| 4     | Evandro Gonçalves / Bruno Schmidt            |
| 5     | Nils Ehlers / Lars Flüggen                   |
| 5     | Wjatscheslaw Krassilnikow / Oleg Stojanowski |
| 5     | Taylor Crabb / Jacob Gibb                    |
| 5     | Phil Dalhausser / Nicholas Lucena            |